# تورنت پاور

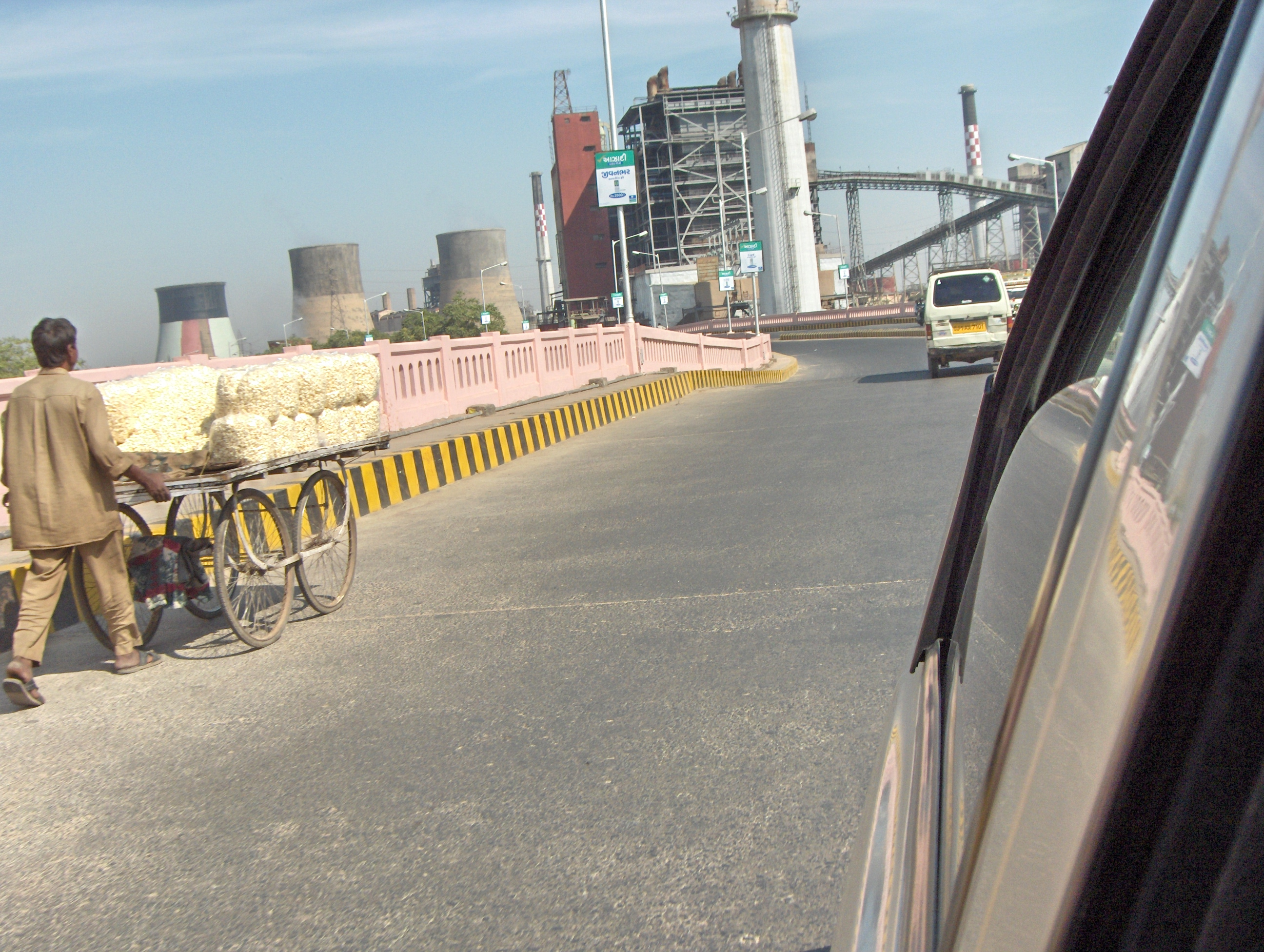

تورنت پاور (انگلیسی: Torrent Power) شرکت برق هندی است، که در سال ۱۹۹۶ تأسیس شد.